# Mahina (Mali)
Mahina is een gemeente (commune) in de regio Kayes in Mali. De gemeente telt 25.900 inwoners (2009).